# Sulop
Sulop ist eine philippinische Stadtgemeinde in der Provinz Davao del Sur auf der Insel Mindanao. Sie hat 33.613 Einwohner (Zensus 1. August 2015).

## Baranggays
Sulop ist politisch in 25 Baranggays unterteilt.
| - Balasinon - Buguis - Carre - Clib - Harada Butai - Katipunan - Kiblagon - Labon - Laperas - Lapla - Litos - Luparan - Mckinley | - New Cebu - Osmeña - Palili - Parame - Poblacion - Roxas - Solongvale - Tagolilong - Tala-o - Talas - Tanwalang - Waterfall |

## Geographie
Der Ort liegt an der östlichen Küste der Provinz Davao del Sur am Golf von Davao im Padada Valley. Der Ort befindet sich südlich einer Hügellandschaft, die sich am Fuße des Bergs Apo ausdehnt.

## Wirtschaft
In Sulop ist die Agrarwirtschaft ein wesentlicher Faktor. Im Ortsgebiet werden Reis, Abacá, Weizen, Zuckerrohr, Bananen, Mangos und Kokosnuss angebaut.
Die Ortsteile entlang der Küstenlinie leben hauptsächlich vom Fischfang. Die Artenvielfalt im fischreichen Golf von Davao sorgt für den Lebensunterhalt von zahlreichen Familien.

## Klima
Die regenreichsten Monate sind der Dezember, der Januar und der Februar. Die Monate April, Juni und Juli sind dagegen eher trocken. Trotzdem können Regenfälle das gesamte Jahr über auftreten.

## Ortsansichten

Municipal Hall
Geschäftsstraße
IFI-Kirche in Sulop